# Morningrise
Morningrise är progressiv death metal-bandet Opeths andra album. Albumet spelades in under mars och april år 1996 och släpptes den 24 juni samma år, under Candlelight Records i Europa och under Century Black i USA. Bron på omslaget finns i Prior Park i Bath i England. Albumet är det enda av Opeths album där samtliga spår är över tio minuter långa (om man undantar bonusspåret på återutgåvan).

## Inspelning
Morningrise spelades in i Unisounds studio i Örebro under mars och april 1996. Under inspelningstiden bodde bandet hos gitarristen Peter Lindgrens flickväns föräldrar. En stor del av låtarna på skivan hade bandet skrivit redan när deras debutalbum Orchid släpptes; låten "Black Rose Immortal" hade de börjat skriva på redan 1992. Inför inspelningen hade de bokat studion för hela mars månad, vilket var längre tid än de haft på sig vid inspelningen av Orchid. Inspelningarna drog dock ut på tiden, och bandet kastade bort mycket av tiden (de höll bland annat en schackturnering som Lindgren vann), och fick bråttom att färdigställa albumet när tiden började rinna ut. En instrumental låt som Mikael Åkerfeldt och Anders Nordin skrivit hann de inte med att spela in.

## Utgivning
Albumet gavs ut den 24 juni 1996 av skivbolaget Candlelight Records i Europa och under Century Media Records etikett Century Black i USA.
På albumets omslag finns en bild på en palladiansk bro, som återfinns i Prior Park i Bath i England.

### Återutgivning
År 2000 återutgavs albumet under samma skivbolag. Det trycktes även upp på vinyl av holländska Displeased Records, under licens av Candlelight Records. Både återutgivningen av CD:n och vinylutgåvan innehåller bonusspåret "Eternal Soul Torture", som är ett demospår som spelades in vid tiden för albumets inspelning, och som innehåller delar som senare återanvändes i låten "Advent". Den återutgivna versionen av skivan finns också med i boxen The Candlelight Years, tillsammans med skivorna Orchid och My Arms, Your Hearse.

## Låtar
Låten "The Night and the Silent Water" handlar om Mikael Åkerfeldts farfar/morfar, som dog strax innan albumet spelades in. Åkerfeldt har av denna anledning aldrig känt sig bekväm med att spela låten live, och i intervjuer sagt att han inte gillar den. Senare har han dock ändrat sig, och sagt att han tycker att låten är ett "mästerverk". "To Bid You Farewell", albumets sista och minst tunga låt, är anmärkningsvärd för tiden för dess inspelning i det att den inte innehåller någon growl, utan endast vanlig sång. Detta var något ovanligt för den tidens framväxande skandinaviska death metal-scen. På albumet finns också Opeths längsta inspelade låt, "Black Rose Immortal", som är över 20 minuter lång. Morningrise är det enda Opeth-album där alla låtar är över tio minuter (om man undantar bonusspåret på återutgåvan).
I intervjuer på DVD:n Lamentations säger Mikael Åkerfeldt att han efter detta albums framgång tröttnat på dess stil och alla de band som använder sig av twin guitar-melodier, vilket återfinns mycket på detta album och dess föregångare. Han säger att han tycker att vissa delar av Morningrise är "olyssningsbara" på grund av detta, och att han kände sig tvungen att ändra Opeths ljud inför nästa album, My Arms, Your Hearse.

## Låtlista
All sångtext är skriven av Mikael Åkerfeldt, alla låtar är komponerade av Mikael Åkerfeldt och Peter Lindgren.
| Nr | Titel                                                  | Längd |
| -- | ------------------------------------------------------ | ----- |
| 1. | Advent                                                 | 13:46 |
| 2. | The Night and the Silent Water                         | 11:00 |
| 3. | Nectar                                                 | 10:09 |
| 4. | Black Rose Immortal                                    | 20:14 |
| 5. | To Bid You Farewell                                    | 10:57 |
| 6. | Eternal Soul Torture (Bonusspår, text av David Isberg) | 8:35  |

Källa

## Medverkande
Musiker (Opeth-medlemmar)
- Mikael Åkerfeldt – sång, elgitarr, akustisk gitarr
- Peter Lindgren – elgitarr, akustisk gitarr
- Johan DeFarfalla – basgitarr
- Anders Nordin – trummor, slagverk

Bidragande musiker
- Stefan Guteklint – basgitarr (på "Eternal Soul Torture")

Produktion
- Opeth – producent, ljudmix, mastering, omslagskonst
- Dan Swanö – producent, ljudtekniker, ljudmix
- Peter In De Betou – mastering
- Tuija Lindström – album cover
- Lennart Kaltea – booklet
- Tom Martinsen – omslagskonst
- Timo Ketola – layout